# Le Miroir à deux faces
Le Miroir à deux faces is een Franse film van André Cayatte die uitgebracht werd in 1958.
De rol van Pierre Tardivet, een manipulatieve en weerzinwekkende man, is een van de zeldzame dramatische rollen die Bourvil vertolkt heeft.

## Samenvatting
Pierre Tardivet, een onbenullige leraar, leert via een advertentie Marie-José Vauzange kennen. Zij is een gevoelige en intelligente jonge vrouw, maar bepaald niet verwend door Moeder natuur. Ze is dan ook blij te kunnen trouwen, net als haar ouders. Al gauw ondervindt ze de kleinzieligheid van haar man en van haar schoonmoeder. Ze voelt zich verstikken in een kleurloos leven maar legt zich erbij neer en besluit zich te wijden aan haar twee kinderen. 
Tien jaar later wordt Tardivet verwond in een verkeersongeval. Bosc, een bekend plastisch chirurg, behandelt hem en ontmoet zo ook Marie-José. Ondanks de tegenkanting van Tardivet voert hij wat later een neusoperatie uit op haar. Dankzij de ingreep is Marie-José een knappe vrouw geworden. Tardivet verdraagt dit niet en wordt erg jaloers en hatelijk.

## Rolverdeling
| Acteur              | Personage                         |
| ------------------- | --------------------------------- |
| Michèle Morgan      | Marie-José Vauzange               |
| André Bourvil       | Pierre Tardivet                   |
| Ivan Desny          | Gérard Durieu                     |
| Gérard Oury         | dokter Bosc                       |
| Sylvie              | mevrouw Tardivet, Pierre's moeder |
| Elisabeth Manet     | Véronique Vauzange                |
| Jane Marken         | mevrouw Vauzange                  |
| Georges Chamarat    | Georges Vauzange                  |
| Julien Carette      | Albert Benoît                     |
| Sandra Milo         | Ariane                            |
| Georgette Anys      | Marguerite Benoît                 |
| Pierre Brice        | Jacques                           |
| Renée Passeur       | klant van Bosc                    |
| Bruno Balp          | onderwijzer                       |
| Charles Bouillaud   | onderwijzer                       |
| Catherine Candida   | model met de blote borsten        |
| Hubert de Lapparent | bediende bij de advertentiedienst |
| Jacques Mancier     | commissaris                       |
| Jacques Marin       | onderwijzer                       |
| Marcel Perès        | cafébaas                          |
| André Philip        | onderwijzer                       |
| Robert Rollis       | stewart                           |